# Distretto di Llumpa
Il distretto di Llumpa è un distretto del Perù nella provincia di Mariscal Luzuriaga (regione di Ancash) con 6.066 abitanti al censimento 2007 dei quali 346 urbani e 5.720 rurali.
È stato istituito il 28 ottobre 1889.